# Central de Autobuses de Tabasco
La Central de Autobuses de Tabasco, popularmente conocida como Central camionera, Central de Autobuses de Segunda Clase Villahermosa o CATAB, es la que se dedica principalmente a corridas regionales (viajes), entre los diversos municipios del estado y ciudades de la región, del sureste y nacional donde los cuales pertenece el Grupo ADO y otras empresas de transportes local o regional donde ofrece los servicios de segunda clase o económico como Autobuses Unidos (AU), Autobuses SUR, Transportes Regionales de Tabasco (TRT), Autobuses de Jalapa (AdeJ), Autobuses Unidos de Tabasco (AUTASA), Autobuses del Sureste (ATS), Transportes Macuspana (TM). 

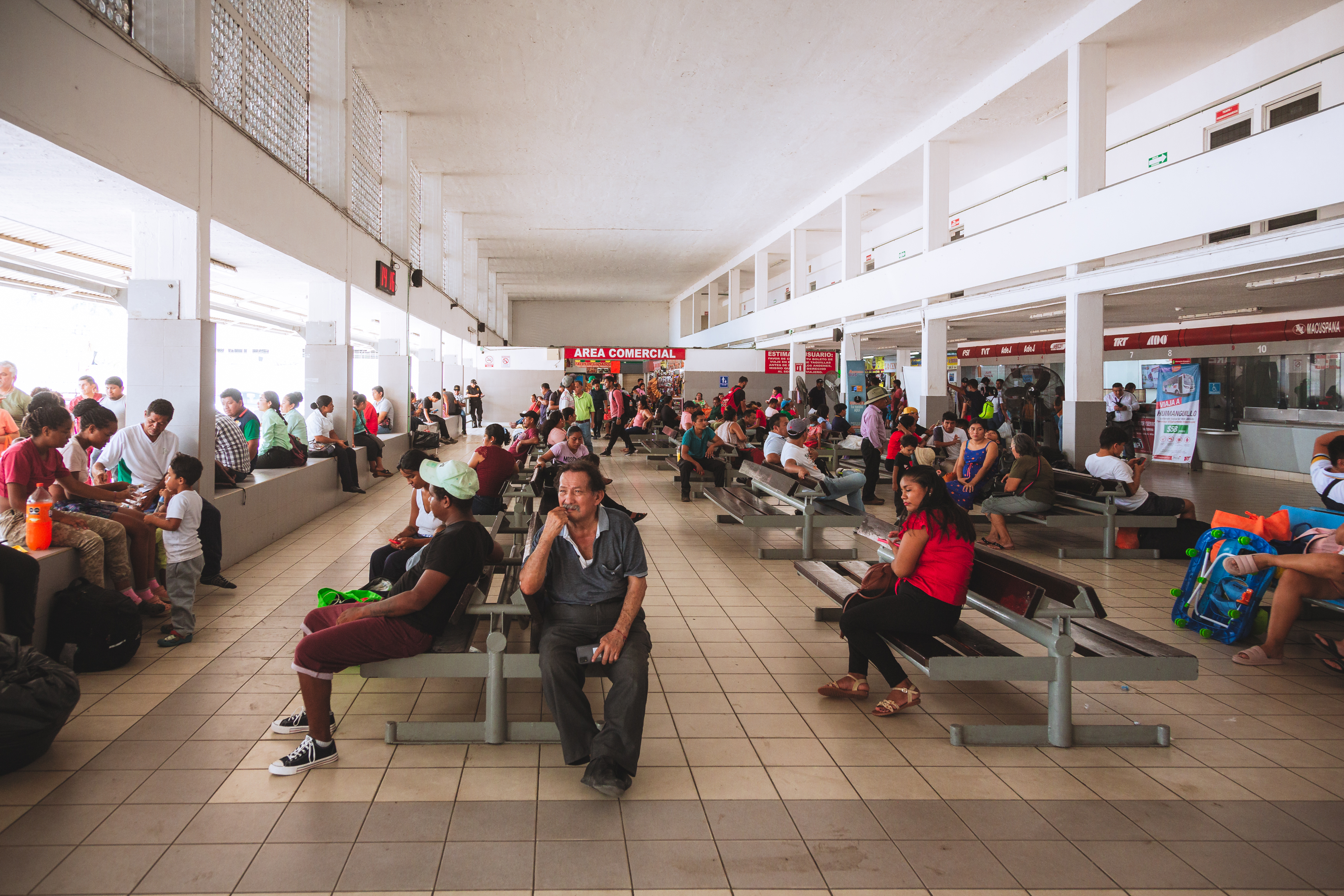
Sala de espera de pasajeros

A escasos metros, al otro lado se encuentra la otra terminal, Terminal de Autobuses de Primera Clase (Villahermosa,Tabasco) donde siempre ofrece sus servicios de salidas y llegadas, las líneas de primera clase Autobuses de Oriente (ADO), Ómnibus Cristóbal Colón (OCC), así como las clase ejecutiva ADO GL y de lujo ADO Platino, donde siempre es la principal del Grupo ADO.

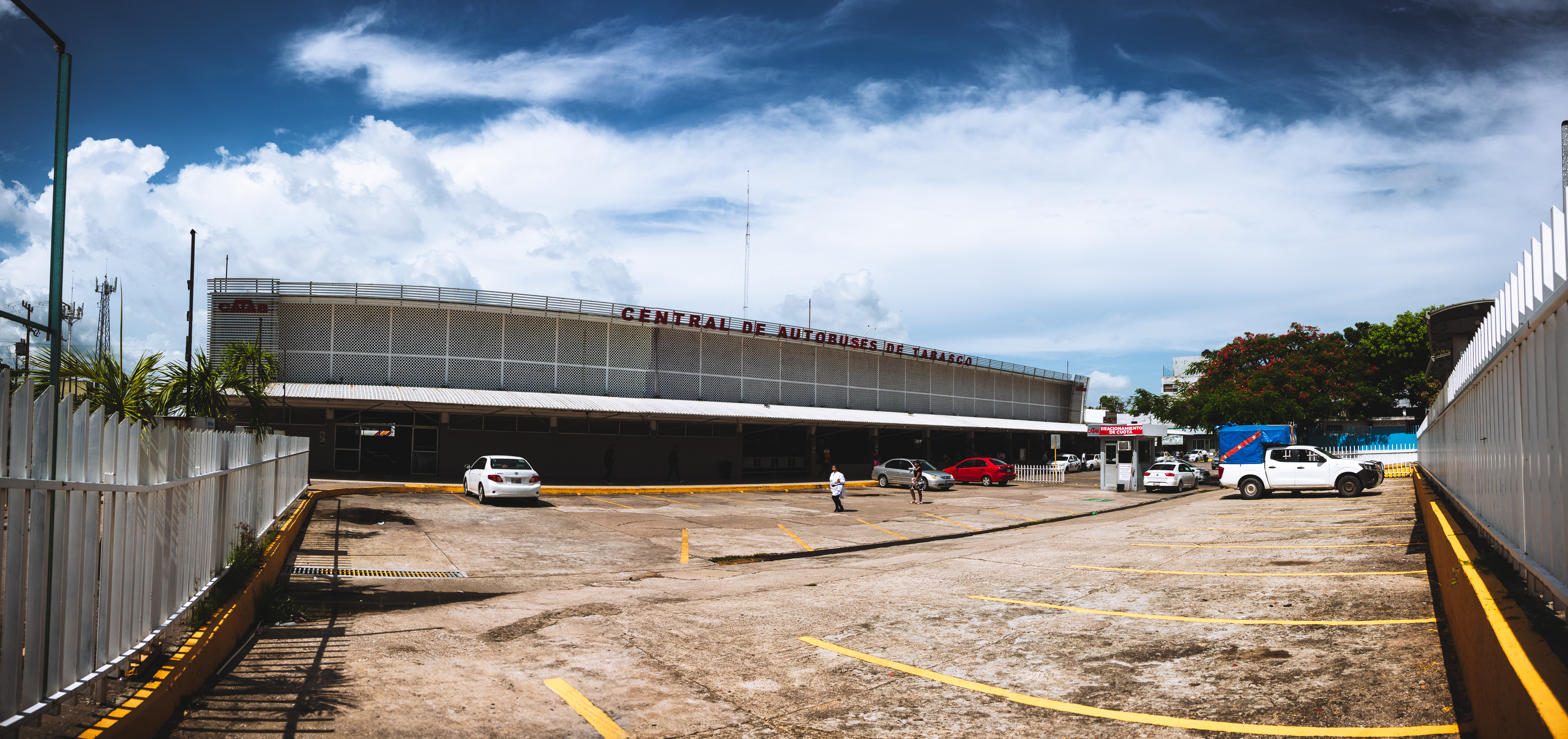
Fachada CATAB

## Ubicación
Se encuentra en Blvd. Adolfo Ruiz Cortines o Carretera Ciudad del Carmen-Villahermosa s/n. Villahermosa, Tabasco, con Prolongación de Avenida Francisco Javier Mina y río Oxolotlan. Se encuentra ubicada a escasos metros del centro de Villahermosa y del mercado con accesibilidad a comercios de la zona y transporte urbano.

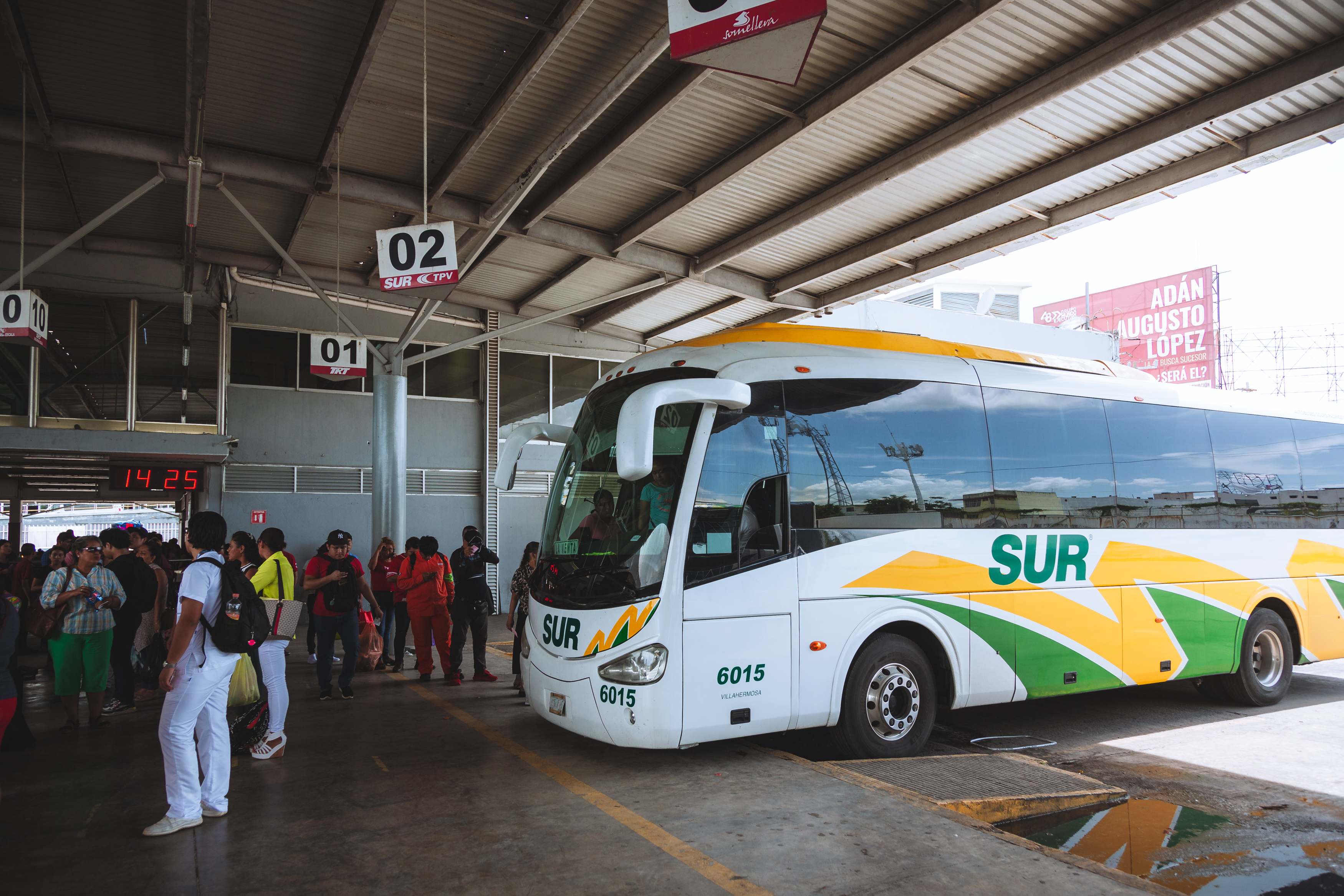
Anden de salida

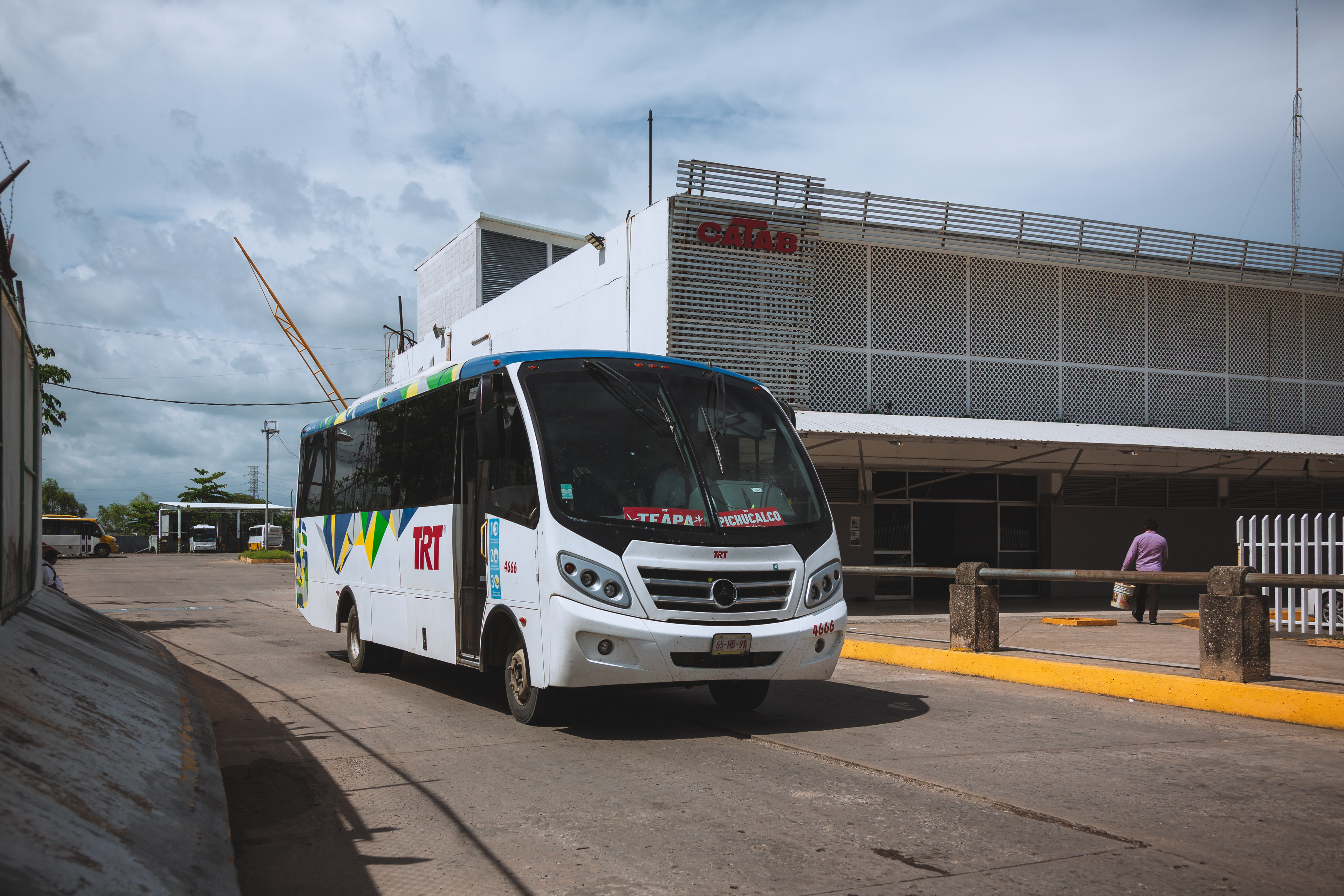
Salida a viaje

## Historia
Se inauguró la Central de Autobuses de Tabasco en 1962 gracias a empresas transportistas de la región, con el tiempo fue adquiriendo terreno hasta lograr un espacio adecuado de movilización de personas que es el que hoy tiene; con los años la CATAB ha realizado obras en la terminal en beneficio de los usuarios, desde la construcción de andenes, pavimentación de áreas, estacionamiento, iluminación, patio de maniobras y sumando servicios complementarios para los usuarios que diariamente viajan, actualmente cuenta con servicios de estacionamiento de cuota por hora y por pensión para resguardo de vehículos, sitio de taxis seguro, baños de cuota, regaderas, guardaeuqipaje, carga de celulares, taquillas de venta de boletos y teléfono público.
Hoy en día es una central que moviliza diariamente a cinco mil personas desde estudiantes, trabajadores, comerciantes y familiares. Es una terminal de 24 horas por lo que siempre esta abierta al usuario que viaja.

## Especificaciones de la terminal
- 34 andenes de salidas de autobuses dividido en dos alas
- Espacios frontal de aparcamiento de autobuses
- Superficie amplia de la terminal
- Servicio de estacionamiento por fracción de tiempo y por semana, quincena y mes
- Número de taquillas de venta de boletos: 16
- Número de locales comerciales: 27 con servicios de alimentos, lavandería, panadería, guardaequipaje, abarrotes, helados, entre otros.
- 1 Sala de espera con bancas para la comodidad del usuario y con voceo de las salidas diarias.

## Destinos
| Líneas de Autobuses                    | Destinos |
| -------------------------------------- | --- |
| Autobuses Autasa                       | Cd Pemex, Tepetitan, Limbano, San Fernando, Congo, San Carlos. |
| Autobuses Ecobus                       | Acayucan, Agua Dulce, Cardenas, Coatzacoalcos, Córdoba, Ciudad de México TAPO, Minatitlán, Puebla CAPU. |
| Transporte Macuspana TM                | Macuspana, Salto de Agua, Tila Chiapas, San Carlos, Ciudad Pemex, Mérida Yucatán, Jonuta, etc. |
| Autobuses SUR                          | Calkini, Candelaria, Cárdenas, Campeche, Coatzacoalcos, Comalcalco, Cd. del Carmen, Frontera, La Venta. |
| Autobuses de Jalapa AdeJ               | Jalapa, Macuspana, Tacotalpa, Teapa, Tenosique, Emiliano Zapata, Palenque, Escárcega, Campeche, Mérida, Chetumal. |
| Autobuses del Sureste ATS              | Balacar, Calkini, Campeche, Cancún, Cardenas, Champoton, Cd. del Carmen, Comalcalco, Emiliano Zapata, Escarcega, Frontera, Playa del Carmen, Sanbacuy, Xpujil.                                                                           |
| Transportes Regionales Tabasqueños TRT | Balacan, Calkini, Campeche, Cancún, Cardenas, Champoton, Chetumal, Emiliano Zapata, Escarcega, Frontera, Humanguillo, Jalpa de Mendez, Jonuta, La Venta, Las Choapas, Macuspana, Mérida, Nanchital, Palenque, Paraíso, Teapa, Tenosique. |

## Transporte público de pasajeros
- Servicio de taxi las 24 horas